# Petrovac (Trgovište)
Pour les articles homonymes, voir Petrovac.
Petrovac (en serbe cyrillique : Петровац) est un village de Serbie situé dans la municipalité de Trgovište, district de Pčinja. Au recensement de 2011, il comptait 10 habitants.

## Démographie
| 1948 | 1953 | 1961 | 1971 | 1981 | 1991 | 2002 | 2011 |
| ---- | ---- | ---- | ---- | ---- | ---- | ---- | ---- |
| 122  | 127  | 108  | 83   | 31   | 27   | 13   | 10   |

|  |